# アクロス (コンピュータ周辺機器)
株式会社アクロスは、大阪府大阪市阿倍野区に本社を置く、コンピュータ周辺機器メーカー。

## 事業所
- 本社
  - 大阪府大阪市阿倍野区王子町一丁目5番18号 スミヤビル1F
- 東京営業所
  - 東京都新宿区神楽坂二丁目16番1号 軽子坂田中ビル1F

## 主な製品
- マウス
- キーボード
- USB延長ケーブル
- USBハブ

## 関連企業
- 日本マース - 株主